# روبرتو فيور
روبرتو فيور هو سياسي إيطالي، ولد في 15 أبريل 1959 في روما في إيطاليا. نشط حزبياً في New Force (Italy) ‏. وقد انتخب عضو في البرلمان الأوروبي عن دائرة وسط إيطاليا ‏ لترشحه ضمن قائمة New Force (Italy) ‏، وقد انضم خلال فترته النيابية (16 مايو 2008 – 13 يوليو 2009) للكتلة البرلمانية غير مرتبطين.